# Grewia goetzeana
Grewia goetzeana é uma espécie de angiospérmica da família Tiliaceae.
Apenas pode ser encontrada no seguinte país: Tanzânia.